# 阿荣旗
阿荣旗为內蒙古自治區呼倫貝爾市下轄的一個旗，总面积1.36万平方公里，人口32万人，旗政府驻那吉镇。
阿荣旗位于呼伦贝尔市东南部，背靠大兴安岭，面眺松嫩平原，东以扎格敦山岭为界与莫力达瓦达斡尔族自治旗为邻，西与扎兰屯市隔音河相望，南以金界壕为界与黑龙江省甘南县毗邻，北以毕拉河为界与鄂伦春自治旗相连，西北靠大兴安岭与牙克石市接壤。全旗辖8个建制镇、4个少数民族乡、7个地方林场和2个国营农场，共有148个行政村，居住着汉、蒙古、朝鲜、回、满、鄂伦春、鄂温克、达斡尔等27个民族，是“全国首批国家农产品质量安全县”之一。

## 历史
明永乐十年（1420年）在阿伦河流域置阿伦卫。因境内阿伦河河水洁净，故而得名，一说源于“阿荣”（羅馬化：yadun），另一说即“阿伦”（达斡尔语：《达汉对照词典》记音符号）的异译，均意为“干净”、“清洁”。
清初为索伦部狩猎地，隶属布特哈总管。1894年（光绪20年），布特哈副都统衔总管升为正二品布特哈副都统，仍隶属黑龙江将军管辖。1906年（光绪32年），裁撤布特哈副都统，以嫩江为界，分设东路布特哈、西路布特哈，各设总管1人，分别掌管本路所辖各旗事宜。扎兰衙门历经215年废止。
民国时期，1915年于西布特哈总管地分置布西设治局，属黑龙江省。治所在今尼尔基镇。1916年3月1日，北洋政府为管理自行流入的垦荒农民和发展招垦事业，批准黑龙江省公署在大兴安岭东麓济沁河流域设置“济沁河稽垦局”；1916年7月1日，设置“扎兰屯稽垦局”，同时设立辅佐稽垦局管理土地开放事务的“扎兰屯佐治局”管理济沁河稽垦局与雅鲁河稽垦局的土地开放等行政事务，专事土地开发及管理事务。1919年以阿伦河为界，东属布西设治局，西属扎兰屯佐治局。1926年2月2日，济沁河、扎兰屯两稽垦局合并设立“雅鲁设治局”，局址在今扎兰屯，由黑龙江省公署委派设治员进行管理。1929年1月5日，黑龙江省公署把雅鲁设治局改升为雅鲁县，衙署驻扎兰屯，隶属黑龙江省管辖，为三等县。 
1933年3月，满洲国析布西设治局五区、雅鲁县三区和甘南县境金界壕外育和屯一部分置阿荣旗，旗公署驻红花梁子。隶属兴安东分省管辖。后旗公署迁至那吉屯。下辖：
- 阿荣努图克：辖红花梁子、三道沟、兴隆山、吴发化、黑信、向阳峪、音河7个嘎查
- 图布新努图克：辖那吉屯、骆驼山、兴隆沟、查巴奇4个嘎查
- 格尼努图克：辖镇威庄、千家户、牧隗山、格尼河、沃尔河、溥力克6个嘎查。

## 行政区划
阿荣旗下辖8个镇、4个民族乡：
那吉镇、六合镇、亚东镇、霍尔奇镇、向阳峪镇、三岔河镇、复兴镇、兴安镇、得力其尔鄂温克族乡、查巴奇鄂温克族乡、音河达斡尔鄂温克民族乡、新发朝鲜族乡和阿荣旗林业和草原局。

## 人口
根據第七次人口普查數據，截至2020年11月1日零時，阿榮旗常住人口為257815人。
绝大多数人口为汉族，汉语方言属东北官话。

## 产业
該旗以农牧林业为主，務農人口佔該旗三分之二以上。

## 交通
- 111国道、 301国道过境。
- 集阿高速之终点。